# Lloydminster (circonscription saskatchewanaise 1908-1934)
Pour les articles homonymes, voir Lloydminster (homonymie).
Circonscription électorale provinciale du Canada
Lloydminster est une ancienne circonscription électorale provinciale de la Saskatchewan au Canada. Elle est représentée à l'Assemblée législative de la Saskatchewan de 1908 à 1934.
Une circonscription également nommé Lloydminster est représentée à l'Assemblée législative depuis 1995.

## Liste des députés
| Parlement                            | Années       | Député              | Député       | Parti        |
| Lloydminster                         | Lloydminster | Lloydminster        | Lloydminster | Lloydminster |
| ------------------------------------ | ------------ | ------------------- | ------------ | ------------ |
| 2e                                   | 1908–1912    |                     | Henry Lisle  | Libéral      |
| 3e                                   | 1912–1917    | John Percival Lyle  |              | Libéral      |
| 4e                                   | 1917–1921    | Robert James Gordon |              | Libéral      |
| 5e                                   | 1921–1925    | Robert James Gordon |              | Libéral      |
| 6e                                   | 1925–1929    | Robert James Gordon |              | Libéral      |
| 7e                                   | 1929–1934    | Robert James Gordon |              | Libéral      |
| Circonscription intégrée à Cut Knife |              |                     |              |              |